# Karl Schneck (Politiker)
Karl Ernst Schneck (* 21. April 1886 in Hagelloch; † 3. Februar 1943 in der UdSSR) war ein deutscher Politiker (KPD). Er war Abgeordneter des Landtages des freien Volksstaates Württemberg.

## Leben
Schneck erlernte den Beruf des Schreiners. 1907 trat er der Sozialdemokratischen Partei Deutschlands (SPD) bei. Schneck gehörte dem linken Flügel der Partei  an und fungierte ab 1910 als Vorsitzender der SPD im Stadtbezirk Stuttgart-West. Von 1915 bis 1918 diente er als Soldat im Ersten Weltkrieg, zuletzt in Range eines Unteroffiziers.
Im Frühjahr 1919 trat er zur Unabhängigen Sozialdemokratischen Partei Deutschlands (USPD) über und wurde hauptamtlicher Gewerkschaftssekretär in Stuttgart. 1920 wechselte er mit der linken USPD zur Kommunistischen Partei Deutschlands (KPD), obwohl er anfänglich gegen den Anschluss an die Kommunistische Internationale (Komintern) opponiert hatte. Schneck war zunächst ein Jahr lang Redakteur der Stuttgarter KPD-Zeitung. 1921 wurde er Leiter der Kommunalabteilung der Bezirksleitung Württemberg der KPD. Am 6. Juni 1920 wurde er als Abgeordneter in den Landtag von Württemberg gewählt. Ihm gehörte er zunächst für die USPD, dann für die KPD bis 1932 ununterbrochen an. 1923 wurde er Leiter der Internationalen Arbeiterhilfe (IAH) in Württemberg.
Er nahm im November 1922 am IV. Weltkongress der Komintern sowie am II. Weltkongress der Roten Gewerkschaftsinternationale in Moskau teil. Anfang 1924 wurde Schneck unter Verletzung seiner Immunität als Abgeordneter verhaftet und am 27. September 1924 im Prozess gegen führende württembergische Kommunisten zu drei Jahren Gefängnis verurteilt. Nach seiner Entlassung 1925 war Schneck von Februar bis Juni 1926 Politischer Leiter (Polleiter) des Bezirks Württemberg der KPD und dort ab 1927 Organisationsleiter (Orgleiter). Von 1928 bis 1932 wirkte er als Vorsitzender der kommunistischen Gruppe im Landtag. Auf der Sitzung der Bezirksleitung der KPD am 16./17. Januar 1932 wurden er und der Polleiter Joseph Schlaffer ihren Funktionen enthoben.
Ihnen wurde mangelnde Aktivität gegen die „sozial-faschistische“ SPD vorgeworfen. Anschließend war Schneck hauptamtlicher Sekretär der KPD in Westfalen und ab Ende 1932 Orgleiter des Bezirks Baden.
Schneck wurde bereits kurz nach der „Machtergreifung“ der Nationalsozialisten am 8. Februar 1933 in Mannheim verhaftet. Bis Ende März 1934 war er in den Konzentrationslagern Heuberg und Kislau als sogenannter „Schutzhäftling“ inhaftiert. Nach seiner Entlassung war er weiterhin illegal für die KPD tätig. Im Januar 1935 emigrierte Schneck über die Tschechoslowakei in die Sowjetunion.  Er war dort bis Ende Januar 1940 unter dem Namen „Ernst Feldmann“ Referent im Sekretariat der Internationalen Roten Hilfe. Nach dem deutschen Überfall auf die Sowjetunion im Juni 1941 wurde Schneck zunächst ins Wolgagebiet evakuiert und später ins östliche Kasachstan verbannt. Er starb dort am 3. Februar 1943 an einer schweren Lungenentzündung, die er sich bei der Beschaffung von Bauholz zugezogen hatte.

## Familie
Seine Tochter Gertrud (1911–2002) vertrat wie auch ihr Mann Robert Leibbrand die KPD im ersten deutschen Bundestag. Später siedelte das Paar in die Deutsche Demokratische Republik über.